# Papillons (Robert Schumann)
Pour les articles homonymes, voir Papillon (homonymie).

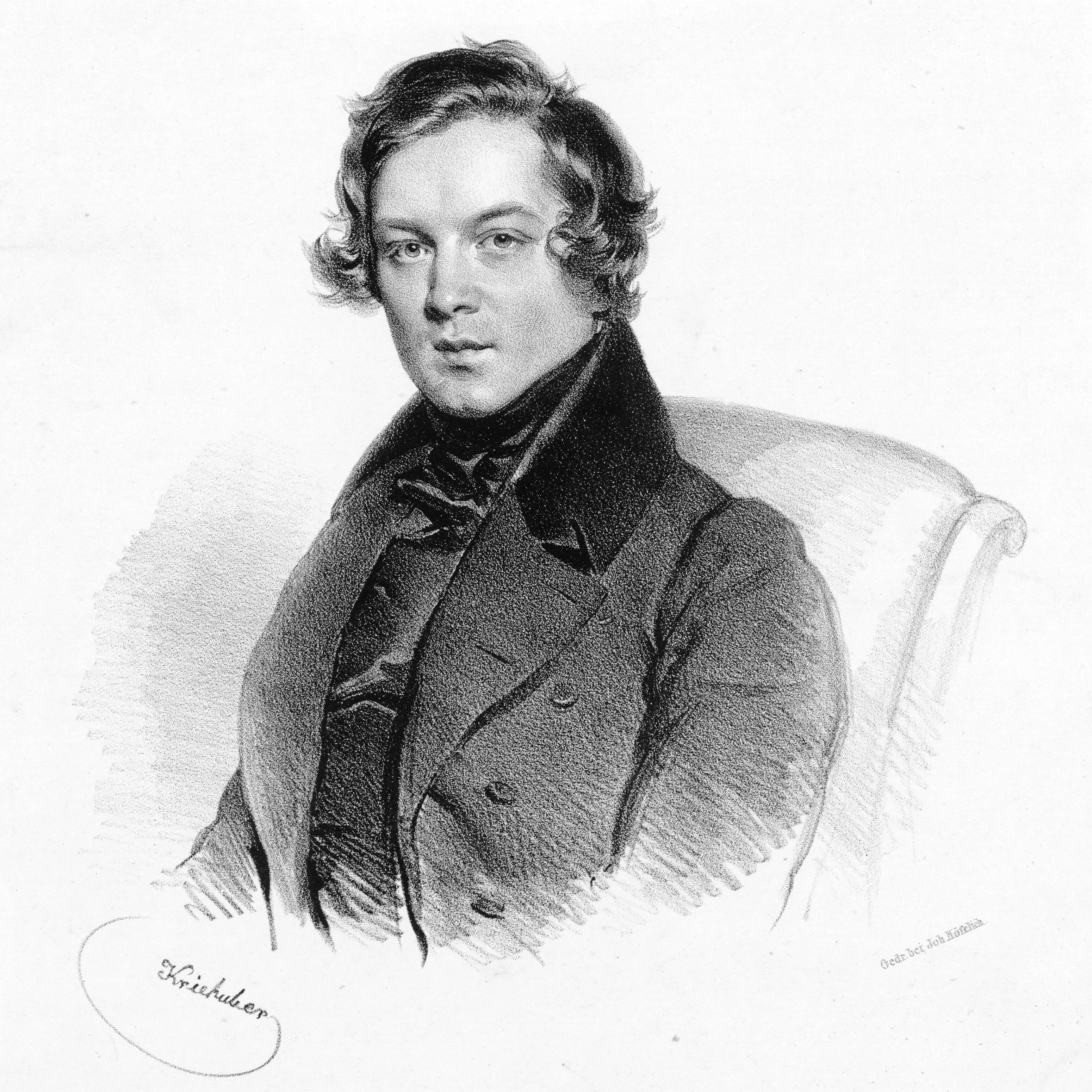
Robert Schumann, vers 1839.

Papillons, op. 2, est une suite de pièces pour piano écrite de 1829 à 1831 par Robert Schumann. L'œuvre représente un bal masqué, inspirée de la dernière scène du roman Flegeljahre (L'Âge ingrat en français) de Jean Paul. D'après Hans-Christian Müller, pour Schumann, les "papillons", serait des "bouts de papier", et correspondent aux passages qu'il a soulignés dans son livre du roman. Cette suite est contemporaine des Variations sur le nom « Abegg » publiées en 1830.

## Histoire
Elle fait partie des premières pièces que Schumann ait composées. Des brouillons de certaines pièces sont présents dans son troisième carnet et les premières versions des pièces no 2 et 9 apparaissent déjà dans son premier carnet. Les carnets contiennent à la fois "Papillons" et "Valses", dont certaines se retrouvent dans "Carnaval" et d'autres dans les Opus 99 et 124. Le tableau suivant donne la correspondance des œuvres de l'Opus 2 Papillons et du troisième carnet :
| Dans Opus 2 Papillons | Troisième carnet |
| --------------------- | ---------------- |
| 1                     | Valse no 6       |
| 6                     | Valse no 4       |
| 7                     | Valse no 5       |

Robert Schumann a dédié l’œuvre à ses belles sœurs, Thèrèse, Rosalie et Émilie. Schumann a écrit le 17 avril 1832 :
"... dann würde ich zu ihnen (den Schmetterlingen) sagen, tragt die Papillons hin zu Theresen, Rosalien und Emilien, flattert und jubelt um sie, so leicht und selig ihr wollt... Bittet sodann alle, daß sie sobald als möglich die Schlußszene aus Jean Pauls Flegeljahren lesen möchten, und daß die Papillons disen Larventanz engentlich in Töne umsetzen sollten und fragt sie dann ob vielleicht in den Papillons Etwas von Winas Engelsliebe, von Walts Dichtergemüt und von Vults scharfblitzender Seele richtig widerspiegelt -- sagt und fragt dies alles und noch mehr, noch mehr."
["... puis, je leur (aux papillons) aurais dit : apportez les Papillons à Thérèse, Rosalie et Emilie, battez des ailes et réjouissez-vous, aussi légèrement que vous le voulez... Puis priez les de lire la scène finale de L'âge ingrat de Jean Paul dès que possible, et dites-leur que les Papillons sont en fait supposé traduire le bal costumé en son, et demandez leur si peut-être quelque chose de l'amour angélique de Wina, la nature poétique de Walt et l'âme vive de Vult est bien retranscrit dans les Papillons ; dites le et demandez vous le encore et encore."]
Le 19 avril 1832, il écrit à Ludwig Rellstab à Berlin éditeur du magazine Iris où il explique la connexion de l’œuvre avec le roman de Jean Paul.

## Contenu

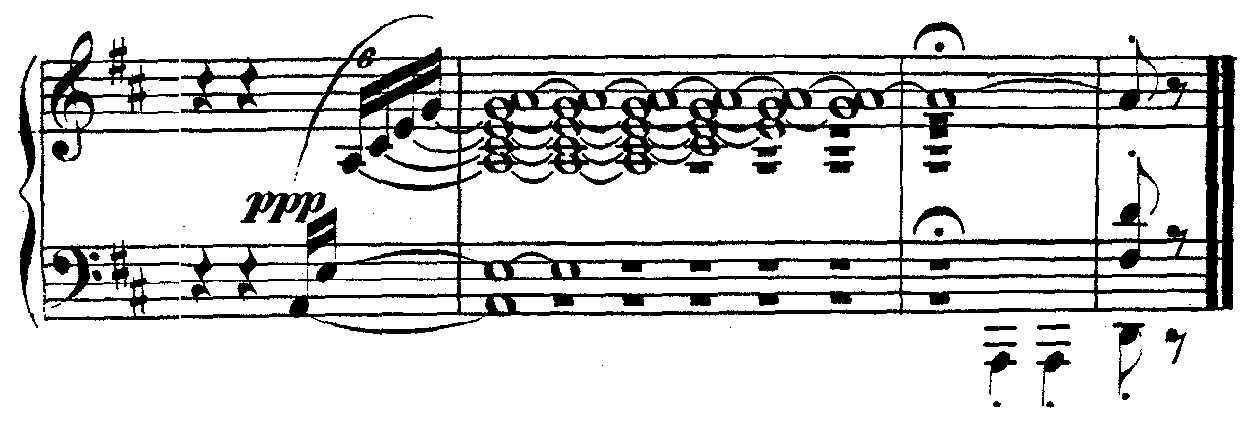
Fin du finale.

La suite commence par une introduction de six mesures avant de se lancer dans une variété de mouvements de danses. Chaque mouvement est sans rapport avec les précédents, sauf le finale, dans lequel le thème du premier mouvement réapparaît. Ce mouvement commence par citer le thème de la traditionnelle Grossvater Tanz (Danse du Grand-Père), qui était toujours jouée à la fin d'un mariage ou d'une fête similaire.
Plus précisément, la suite comporte 12 courtes pièces, précédées d'une "Introduction" de quelques mesures, moderato :
| N° | Description | Passage marqué dans le roman Flegeljahre de Jean Paul |
| -- | --- | --- |
|    | Introduction | <pas de passage associé> |
| 1  | Pièce est assez rapide, en ré majeur                                                                                       | Quand il sortit de la chambrette, il pria Dieu de pouvoir retrouver celle-ci aussi bien disposé qu'en la quittant : il se sentait comme un héros assoiffé de gloire, partant pour sa première bataille.                                          |
| 2  | Tout aussi rapide (prestissimo), en mi bémol majeur, puis en la bémol majeur.                                              | Punschzimmer... Saal... voll widereinander fahrender zickzackiger Gestalten Il arriva enfin dans la véritable salle pleine de remous, scientillante, bruyante ! Un ciel d'aurores boréales, dans lequel des formes zigzagantes s'entrechoquent ! |
| 3  | on bascule dans le mode mineur (fa dièse mineur)                                                                           | herumrutschen der Riesenstiefel, der sich selber anhatte und trug Ce qui attirait le plus son admiration était une immense botte remuante, qui se portait et se chaussait elle-même.                                                             |
| 4  | Plus longue, possède aussi un rythme rapide (presto), reste en fa dièse mineur, jusqu'à l'accord final en fa dièse majeur. | einfache Nonne mit einer Halbmaske und einem duftenden Aurikelstrauß |
| 5  | Plus lent, en si bémol majeur.                                                                                             | |
| 6  | un peu plus longue que les précédentes, alterne entre fa majeur et la majeur.                                              | Deine Waltzer... gute mimische Nachahmungen, teils wagrechte des Fuhr-, teils senkrechte des ermanns... |
| 7  | s'adoucit (semplice), et a été composée en la bémol majeur.                                                                | heiße Wüsten-Dürre oder trockene Fieberhitze... flehentlichsten Bitten... |
| 8  | change de tonalités: sol dièse majeur au début, puis ré bémol majeur.                                                      | |
| 9  | donne l'impression d'une plus grande rapidité (prestissimo). Elle est composée en ré bémol majeur.                         | |
| 10 | en do majeur principalement, variant les rythmes (de vivo à più lento).                                                    | Larventausch... im fliegenden Auf- und Abgleiten... Schmetterlinge einer fernen Insel. Wie ein seltener Lerchengesang im Nachsommer... |
| 11 | la plus longue reste la onzième pièce, en ré majeur.                                                                       | |
| 12 | Final en ré majeur. Le thème de l'introduction est repris, décliné, jusqu'à s'évanouir, progressivement.                   | |

## Comparaison avec d'autres œuvres
Schumann a réutilisé deux thèmes de Papillons dans sa composition ultérieure, le Carnaval op.9. Le thème de la valse principale du premier mouvement de Papillons est repris dans la section «Florestan» (Adagio), la seconde fois plus complète (4 mesures), avec l'inscription entre parenthèses "Papillons ?".  La Danse du Grand-Père apparaît aussi dans la section finale, nommée "Marche des Davidsbündler Contre les Philistins", avec l'inscription "Thème du XVIIe siècle".